# Dreyerita
La dreyerita és un mineral de la classe dels fosfats. Rep el seu nom de Gerhard Dreyer, professor adjunt de la Universitat de Magúncia Johannes Gutenberg, a Alemanya, qui va descobrir el mineral.

## Característiques
La dreyerita és un fosfat de fórmula química Bi(VO₄). Va ser aprovada com a espècie vàlida per l'Associació Mineralògica Internacional l'any 1978. Cristal·litza en el sistema tetragonal. La seva duresa a l'escala de Mohs es troba entre 2 i 3. És el polimorf tetragonal de la pucherita i la clinobisvanita, sent el més rar dels tres polimorfs de BiVO₄. L'exemplar que va servir per a determinar l'espècie, el que es coneix com a material tipus, es troba conservat a la Smithsonian Institution, a Washington DC, Estats Units.
Segons la classificació de Nickel-Strunz, la dreyerita pertany a «08.A - Fosfats, etc. sense anions addicionals, sense H₂O, només amb cations de mida gran» juntament amb els següents minerals: nahpoïta, monetita, weilita, švenekita, archerita, bifosfamita, fosfamita, buchwaldita, schultenita, chernovita-(Y), wakefieldita-(Ce), wakefieldita-(Y), xenotima-(Y), pretulita, xenotima-(Yb), wakefieldita-(La), wakefieldita-(Nd), pucherita, ximengita, gasparita-(Ce), monacita-(Ce), monacita-(La), monacita-(Nd), rooseveltita, cheralita, monacita-(Sm), tetrarooseveltita, chursinita i clinobisvanita.

## Formació i jaciments
Va ser descoberta a Hirschhorn, Otterbach, a Renània-Palatinat, Alemanya. També a Alemanya ha estat trobada a la mina Clara, a Oberwolfach (Baden-Württemberg), i a la mina Güldener Falk, a Neustädtel (Saxònia). A fora d'aquest país només ha estat descrita a la mina Lively's, a la regió d'Arkaroola, a l'estat d'Austràlia Meridional (Austràlia).